# Pálházi Gyula
Pálházi Gyula (született: Punka; névváltozat: Pálházy) (Budapest, 1910. október 27. – Csepel, 1944. december 25.) magyar fényképész és operatőr.

## Életútja
Apját Punka Benjáminnak, anyját Berényi Ilonának hívták. Felesége Verleg Mária Márta volt, akivel 1935. május 19-én kötött házasságot a Józsefvárosban. 1935-ben változtatta a nevét Pálházira. Az 1930-as évek második felében a Színházi Élet fotóriportereként dolgozott. Sport-, színházi és közéleti eseményeket egyaránt fényképezett. Képes beszámolóval tudósított többek között a Ferencváros római győzelméről a Lazio ellen, amikor a magyar csapat 1937-ben megnyerte a közép-európai kupát, valamint a magyar labdarúgó-válogatott szerepléséről az 1938-as labdarúgó-világbajnokságon. 1939-ben A fotóriporter munkában címmel a fényképészek mindennapjairól és a munka közben átélt élményeiről tartott beszámolót a rádióban.
Legkésőbb 1940-től standfotósként dolgozott a Magyar Film Iroda számára, majd 1943-tól segéd-operatőrként is tevékenykedett. A beszélő köntös című 1941-es film néhány jelenete az ő felvetése alapján készült – Magyarországon elsőként – színesben. A háború idején haditudósításokat készített a Magyar Világhíradó számára a magyar királyi 3. haditudósító század karpaszományos honvédjeként. Budapest ostroma közben halt meg 1944. december 25-én Csepelen bombatalálat következtében. Bocz Géza hadnagy naplója szerint – akinek Pálházi családja egy ideig menedéket nyújtott az ostrom alatt – 1945. január 4-én temették el.

## Filmjei

### Fényképészként
- Pepita kabát (1940)
- Sok hűhó Emmiért (1940)
- Zárt tárgyalás (1940)
- Zavaros éjszaka (1941)
- A gorodi fogoly (1941)
- Cserebere (1941)
- Hétszilvafa (1941)
- Szeressük egymást (1941)
- Eladó birtok (1941)
- A kegyelmes úr rokona (1941)
- Az ördög nem alszik (1941)
- Csákó és kalap (1941)
- A cigány (1941)
- Intéző úr (1941)
- Leányvásár (1941)
- Három csengő (1941)
- Gentryfészek (1941)
- Lelki klinika (1941)
- A beszélő köntös (1941)
- Európa nem válaszol (1941)[15]
- Édes ellenfél (1941)[16]
- Dr. Kovács István (1942)
- 5-ös számú őrház (1942)
- Gyávaság (1942)
- Kétezerpengős férfi (1942)
- Éjfélre kiderül (1942)
- Estélyi ruha kötelező (1942)
- Régi nyár (1942)
- Behajtani tilos! (1942)
- Alkalom (1942)[5][10]

### Operatőrként
- Ne sírj utánam, kedvesem (1943) – rövidfilm[5]